# Martin Svrček
Martin Svrček (Nesluša, 17 febbraio 2003) è un ciclista su strada slovacco che corre per la Soudal Quick-Step; è professionista dal 2022.

## Palmarès

### Strada
- 2020 (Juniores)

Campionati slovacchi, Prova a cronometro Junior
- 2021 (Team Franco Ballerini, quattordici vittorie)

Trofeo Cicli Saccarelli
Gran Premio Salumificio Pavoncelli
Trofeo Sportivi di Pieve al Toppo
Gran Premio Gifra Service
Trofeo Insieme per il ciclismo (cronometro)
Eroica Juniores
Gran Premio Akademia Petra Segana Cup
Trofeo Valdibrana
Trofeo delle Cerase
Campionati slovacchi, Prova a cronometro Junior
Campionati slovacchi, Prova in linea Junior
Trofeo Marino Romani
3ª tappa Medzinárodné dni cyklistiky Dubnica nad Váhom (Dubnica nad Váhom > Dubnica nad Váhom)
2ª tappa Tour du Léman Juniors (Reyvroz > Hirmentaz)
Classifica generale Tour du Léman Juniors

#### Altri successi
- 2024 (Soudal Quick-Step)

Gullegem Koerse

## Piazzamenti

### Classiche monumento
- Milano-Sanremo

2025: ritirato

### Competizioni mondiali
- Campionati del mondo

Fiandre 2021 - Cronometro Junior: 17º
Fiandre 2021 - In linea Junior: 4º
Wollongong 2022 - In linea Under-23: 16º
Glasgow 2023 - In linea Under-23: 3º
Zurigo 2024 - In linea Under-23: 2º

### Competizioni europee
- Campionati europei

Plouay 2020 - Cronometro Junior: non partito
Plouay 2020 - In linea Junior: 17º
Trento 2021 - Cronometro Junior: 16º
Trento 2021 - In linea Junior: 8º